# Araneus lenkoi
Araneus lenkoi är en spindelart som beskrevs av Levi 1991. Araneus lenkoi ingår i släktet Araneus och familjen hjulspindlar. Inga underarter finns listade i Catalogue of Life.